# Derby calcistici nelle Marche

Bandiera della regione Marche.

I derby calcistici delle Marche sono gli incontri di calcio che mettono a confronto due squadre della regione Marche.
Nessun derby marchigiano ha mai avuto luogo in Serie A, mentre in Serie B sono stati disputati quattro diversi derby: Ancona-Ascoli (in 6 stagioni), Ascoli-Sambenedettese (3 stagioni), Ancona-Sambenedettese (1 stagione) e Ancona-Maceratese (1 stagione).
Scendendo in Serie C/Lega Pro si aggiungono altri derby regionali più o meno frequenti disputati tra squadre marchigiane come Unione Sportiva Vigor Senigallia, Fano, Vis Pesaro, Jesina, Civitanovese e Fermana, oltre alle già citate squadre che si sono incontrate in Serie B.

## Derby disputati nei tornei professionistici
Sono 15 i derby regionali (in verde quelli provinciali) che si sono disputati almeno 30 volte tra Serie B, C, C1, C2, Coppa Italia e Coppa Italia Serie C fino alla stagione 2024-2025. 
| Derby                       | Totale | B  | I Div | C  | C1 | C2 | C. Italia | C. Italia C |
| --------------------------- | ------ | -- | ----- | -- | -- | -- | --------- | ----------- |
| Fano - Vis Pesaro           | 63     | -  | -     | 21 | 2  | 14 | 1         | 25          |
| Ancona - Ascoli             | 46     | 12 | 4     | 20 | 7  | -  | 1         | 2           |
| Ancona - Maceratese         | 45     | 2  | -     | 32 | -  | 4  | 1         | 6           |
| Ancona - Fano               | 39     | -  | 6     | 10 | 8  | 4  | 1         | 10          |
| Maceratese - Sambenedettese | 37     | -  | -     | 34 | -  | -  | 1         | 2           |
| Ascoli - Sambenedettese     | 36     | 6  | 2     | 27 | -  | -  | 1         | -           |
| Ancona - Sambenedettese     | 36     | 2  | 4     | 22 | 4  | -  | 1         | 3           |
| Ancona - Jesina             | 36     | -  | -     | 20 | 2  | 2  | -         | 12          |
| Sambenedettese - Vis Pesaro | 35     | -  | -     | 22 | 8  | 2  | 2         | 1           |
| Jesina - Maceratese         | 34     | -  | -     | 22 | -  | 10 | -         | 2           |
| Fano - Maceratese           | 34     | -  | -     | 16 | -  | 12 | 3         | 3           |
| Maceratese - Vis Pesaro     | 32     | -  | -     | 18 | -  | 14 | -         | -           |
| Civitanovese - Maceratese   | 31     | -  | -     | 6  | -  | 12 | -         | 13          |
| Ascoli - Maceratese         | 30     | -  | -     | 26 | -  | -  | 1         | 3           |
| Fermana - Sambenedettese    | 30     | -  | -     | 18 | 8  | -  | -         | 4           |

I derby che si sono disputati in Serie C 2024-2025 sono i seguenti:
| Derby               | Totale | B | I Div | C  | C1 | C2 | C. Italia | C. Italia C |
| ------------------- | ------ | - | ----- | -- | -- | -- | --------- | ----------- |
| Ascoli - Vis Pesaro | 28     | - | -     | 24 | 4  | -  | -         | -           |

## Derby giocati in Serie B

### Ancona-Ascoli
Il derby tra Ancona e Ascoli vede sfidarsi le due formazioni più titolate a livello regionale, nonché le uniche ad aver raggiunto, seppur mai in contemporanea, il campionato di Serie A. Si tratta inoltre del derby marchigiano più disputato in Serie B.
Il primo incontro tra biancorossi e bianconeri avvenne in Prima Divisione 1931-1932, con entrambe le squadre partecipanti al girone E dell’allora terza serie. La sfida più recente è quella del 2 maggio 2015, alla penultima giornata del girone B di Lega Pro 2014-2015.

#### Lista dei risultati
| Competizione              | Risultato casa Ancona | Risultato casa Ascoli |
| ------------------------- | --------------------- | --------------------- |
| Prima Divisione 1931-1932 | 0-0                   | 3-1                   |
| Prima Divisione 1932-1933 | 1-2                   | 5-2                   |
| Serie C 1941-1942         | 3-0                   | 0-2                   |
| Serie C 1959-1960         | 1-1                   | 1-0                   |
| Serie C 1960-1961         | 2-0                   | 4-0                   |
| Serie C 1961-1962         | 3-2                   | 2-0                   |
| Serie C 1967-1968         | 0-0                   | 1-0                   |
| Serie C 1968-1969         | 1-0                   | 2-1                   |
| Serie C 1969-1970         | 2-0                   | 0-0                   |
| Serie C 1970-1971         | 1-0                   | 1-1                   |
| Serie C 1971-1972         | 1-1                   | 0-0                   |
| Serie B 1990-1991         | 2-0                   | 1-1                   |
| Serie B 1993-1994         | 2-0                   | 1-0                   |

| Competizione                    | Risultato casa Ancona | Risultato casa Ascoli |
| ------------------------------- | --------------------- | --------------------- |
| Serie B 1994-1995               | 1-1                   | 2-0                   |
| Serie C1 1996-1997              | 1-1                   | 0-0                   |
| Serie C1 1998-1999              | 2-1                   | 3-1                   |
| Serie C1 1999-2000              | 1-1                   | 2-2                   |
| Coppa Italia Serie C 1999-2000  |                       | 0-1                   |
| Play-off Serie C1 1999-2000     | 1-1 dts               |                       |
| Serie B 2002-2003               | 1-1                   | 1-0                   |
| Coppa Italia 2002-2003          | 3-0                   |                       |
| Serie B 2008-2009               | 0-0                   | 2-0                   |
| Serie B 2009-2010               | 1-2                   | 1-3                   |
| Lega Pro 2014-2015              | 2-1                   | 2-1                   |
| Coppa Italia Lega Pro 2014-2015 |                       | 5-3                   |

#### Statistiche
| Competizione            | Incontri | Vittorie Ancona | Pareggi | Vittorie Ascoli | Gol Ancona | Gol Ascoli |
| ----------------------- | -------- | --------------- | ------- | --------------- | ---------- | ---------- |
| Serie B                 | 12       | 3               | 4       | 5               | 11         | 12         |
| Prima Divisione         | 4        | 0               | 1       | 3               | 4          | 10         |
| Serie C/Lega Pro        | 20       | 8               | 6       | 6               | 21         | 18         |
| Serie C1                | 7        | 1               | 5       | 1               | 8          | 9          |
| Coppa Italia            | 1        | 1               | 0       | 0               | 3          | 0          |
| Coppa Italia C/Lega Pro | 2        | 1               | 0       | 1               | 4          | 5          |
| Totale                  | 46       | 14              | 16      | 16              | 51         | 54         |

### Ascoli-Sambenedettese
(Carlo Mazzone)
Il derby tra Ascoli e Sambenedettese (detto anche Derby delle Marche o Derby del Tronto) rappresenta lo scontro tra le due principali squadre della provincia di Ascoli Piceno e due diverse realtà: l'entroterra di Ascoli Piceno contro la costa di San Benedetto del Tronto, che da sempre rivendica una propria autonomia dal capoluogo. In Serie B questo derby si è disputato per tre stagioni.
Il primo incontro tra bianconeri e rossoblù avvenne in Prima Divisione 1932-1933, con entrambe le squadre partecipanti al girone G dell’allora terza serie. La sfida più recente, benché risalente ormai a trentanove anni fa, si è disputata nel primo turno di Coppa Italia 1986-1987.

#### Lista dei risultati
| Competizione              | Risultato casa Ascoli | Risultato casa Samb |
| ------------------------- | --------------------- | ------------------- |
| Prima Divisione 1932-1933 | 2-1                   | 2-2                 |
| Serie C 1938-1939         | 4-1                   | 2-1                 |
| Serie C 1939-1940         | 1-0                   | 4-0                 |
| Serie C 1940-1941         | non disp.             | 2-1                 |
| Serie C 1945-1946         | 2-0                   | 1-0                 |
| Serie C 1946-1947         | 3-2                   | 3-0                 |
| Serie C 1947-1948         | 4-3                   | 1-0                 |
| Serie C 1963-1964         | 2-1                   | 3-1                 |
| Serie C 1964-1965         | 1-1                   | 4-0                 |

| Competizione           | Risultato casa Ascoli | Risultato casa Samb |
| ---------------------- | --------------------- | ------------------- |
| Serie C 1965-1966      | 0-0                   | 1-0                 |
| Serie C 1967-1968      | 1-0                   | 2-0                 |
| Serie C 1968-1969      | 0-0                   | 1-0                 |
| Serie C 1969-1970      | 1-0                   | 1-0                 |
| Serie C 1970-1971      | 1-1                   | 2-0                 |
| Serie C 1971-1972      | 2-0                   | 0-0                 |
| Serie B 1976-1977      | 1-0                   | 1-1                 |
| Serie B 1977-1978      | 2-1                   | 0-0                 |
| Serie B 1985-1986      | 0-0                   | 1-1                 |
| Coppa Italia 1986-1987 | 1-0                   |                     |

#### Statistiche
| Competizione    | Incontri | Vittorie Ascoli | Pareggi | Vittorie Sambenedettese | Gol Ascoli | Gol Samb |
| --------------- | -------- | --------------- | ------- | ----------------------- | ---------- | -------- |
| Serie B         | 6        | 2               | 4       | 0                       | 6          | 4        |
| Prima Divisione | 2        | 1               | 1       | 0                       | 4          | 3        |
| Serie C         | 27       | 5               | 8       | 14                      | 15         | 34       |
| Coppa Italia    | 1        | 1               | 0       | 0                       | 1          | 0        |
| Totale          | 36       | 9               | 13      | 14                      | 26         | 41       |

### Ancona-Maceratese
Il derby tra Ancona e Maceratese è stato il primo derby marchigiano a disputarsi in Serie B, quando le due squadre si chiamavano rispettivamente Anconitana-Bianchi e Macerata. A oggi è uno dei derby regionali più ricorrenti, sebbene sia meno sentito da entrambe le tifoserie rispetto ad altri.
Il primo incontro tra biancorossi dorici e biancorossi della Rata si disputò in Serie C 1936-1937, con entrambe le squadre partecipanti al girone D della terza serie. L'ultimo incontro si è avuto nel girone B della Lega Pro 2016-2017.

#### Lista dei risultati
| Competizione           | Risultato casa Ancona | Risultato casa Maceratese |
| ---------------------- | --------------------- | ------------------------- |
| Serie C 1936-1937      | 4-1                   | 0-1                       |
| Coppa Italia 1936-1937 |                       | 1-2 dts                   |
| Serie B 1940-1941      | 1-0                   | 1-3                       |
| Serie C 1941-1942      | 6-0                   | 0-1                       |
| Serie C 1948-1949      | 0-0                   | 7-0                       |
| Serie C 1949-1950      | 2-1                   | 1-3                       |
| Serie C 1951-1952      | 2-1                   | 1-1                       |
| Serie C 1959-1960      | 3-2                   | 0-1                       |
| Serie C 1964-1965      | 1-0                   | 0-0                       |
| Serie C 1965-1966      | 0-0                   | 2-0                       |
| Serie C 1966-1967      | 1-0                   | 1-0                       |
| Serie C 1967-1968      | 1-0                   | 1-0                       |

| Competizione                              | Risultato casa Ancona | Risultato casa Maceratese |
| ----------------------------------------- | --------------------- | ------------------------- |
| Serie C 1968-1969                         | 2-1                   | 2-1                       |
| Serie C 1970-1971                         | 1-0                   | 0-0                       |
| Serie C 1971-1972                         | 2-0                   | 1-1                       |
| Serie C 1972-1973                         | 0-2                   | 0-0                       |
| Coppa Italia Semiprofessionisti 1972-1973 | 0-0                   | 3-1                       |
| Serie C2 1980-1981                        | 0-0                   | 2-1                       |
| Serie C2 1981-1982                        | 1-1                   | 1-1                       |
| Coppa Italia Serie C 1996-1997            | 1-0                   | 0-0                       |
| Coppa Italia Serie C 1999-2000            |                       | 1-2                       |
| Lega Pro 2015-2016                        | 1-1                   | 1-1                       |
| Lega Pro 2016-2017                        | 0-1                   | 0-0                       |
| Coppa Italia Lega Pro 2016-2017           | 2-1                   |                           |

#### Statistiche
| Competizione                  | Incontri | Vittorie Ancona | Pareggi | Vittorie Maceratese | Gol Ancona | Gol Maceratese |
| ----------------------------- | -------- | --------------- | ------- | ------------------- | ---------- | -------------- |
| Serie B                       | 2        | 2               | 0       | 0                   | 4          | 1              |
| Serie C/Lega Pro              | 32       | 15              | 10      | 7                   | 36         | 27             |
| Serie C2                      | 4        | 0               | 3       | 1                   | 3          | 4              |
| Coppa Italia                  | 1        | 1               | 0       | 0                   | 2          | 1              |
| Coppa Italia Serie C/Lega Pro | 6        | 3               | 2       | 1                   | 6          | 5              |
| Totale                        | 45       | 21              | 15      | 9                   | 51         | 38             |

### Ancona-Sambenedettese
Il derby tra Ancona e Sambenedettese è un'altra delle sfide più sentite nelle Marche, nonostante le due squadre abbiano in comune la rivalità con l'Ascoli. Per una stagione questo derby si è disputato in Serie B.
Il primo incontro tra biancorossi e rossoblù avvenne in Prima Divisione 1932-1933, con entrambe le squadre partecipanti al girone G dell’allora terza serie. La sfida più recente si è disputata nel girone B della Lega Pro 2016-2017.

#### Lista dei risultati
| Competizione              | Risultato casa Ancona | Risultato casa Samb |
| ------------------------- | --------------------- | ------------------- |
| Prima Divisione 1932-1933 | 3-0                   | 0-0                 |
| Prima Divisione 1933-1934 | 4-1                   | 0-3                 |
| Serie C 1948-1949         | 4-1                   | 3-0                 |
| Serie C 1949-1950         | 2-1                   | 1-0                 |
| Serie C 1951-1952         | 1-0                   | 3-0                 |
| Serie C 1966-1967         | 2-1                   | 2-0                 |
| Serie C 1967-1968         | 0-1                   | 0-0                 |
| Serie C 1968-1969         | 2-1                   | 0-0                 |
| Serie C 1969-1970         | 1-1                   | 1-0                 |

| Competizione                              | Risultato casa Ancona | Risultato casa Samb |
| ----------------------------------------- | --------------------- | ------------------- |
| Serie C 1970-1971                         | 0-0                   | 3-1                 |
| Serie C 1971-1972                         | 0-1                   | 1-0                 |
| Serie C 1972-1973                         | 0-0                   | 0-0                 |
| Coppa Italia Semiprofessionisti 1972-1973 | 1-4                   | 2-0                 |
| Serie B 1988-1989                         | 1-1                   | 1-1                 |
| Coppa Italia 2003-2004                    |                       | 3-0 tav             |
| Serie C1 2006-2007                        | 3-0                   | 4-0                 |
| Coppa Italia Serie C 2006-2007            |                       | 0-1                 |
| Serie C1 2007-2008                        | 1-1                   | 0-0                 |
| Lega Pro 2016-2017                        | 1-2                   | 0-1                 |
| Serie D 2024-2025                         | 2-2                   | 1-0                 |

#### Statistiche
| Competizione                 | Incontri | Vittorie Ancona | Pareggi | Vittorie Sambenedettese | Gol Ancona | Gol Samb |
| ---------------------------- | -------- | --------------- | ------- | ----------------------- | ---------- | -------- |
| Serie B                      | 2        | 0               | 2       | 0                       | 2          | 2        |
| Prima Divisione              | 4        | 3               | 1       | 0                       | 10         | 1        |
| Serie C/Lega Pro             | 22       | 6               | 6       | 10                      | 15         | 23       |
| Serie C1                     | 4        | 1               | 2       | 1                       | 4          | 5        |
| Coppa Italia                 | 1        | 0               | 0       | 1                       | 0          | 3        |
| Coppa Italia Semipro/Serie C | 3        | 1               | 0       | 2                       | 2          | 6        |
| Totale                       | 36       | 11              | 11      | 14                      | 33         | 40       |

## Altri derby rilevanti

### Fano-Vis Pesaro
Il derby tra Alma Juventus Fano e Vis Pesaro contrappone le due principali squadre della provincia di Pesaro e Urbino. È la sfida più sentita da entrambe le tifoserie, storicamente rivali, oltre a essere la più disputata tra i principali derby marchigiani sia in assoluto (101 volte), sia contando solo i tornei professionistici (62 volte). Data la notevole vicinanza tra Pesaro e Fano, distanti meno di dieci kilometri, molti di questi incontri si sono disputati in occasione della Coppa Italia Serie C.
Il primo incontro tra granata e biancorossi avvenne in Serie C 1938-1939, con entrambe le squadre partecipanti al girone F della terza serie. Il 100º derby della storia si è disputato il 24 ottobre 2020 in Serie C. L'incontro più recente è stato in Serie C 2020-2021

#### Lista dei risultati
| Competizione                              | Risultato casa Fano | Risultato casa Vis Pesaro |
| ----------------------------------------- | ------------------- | ------------------------- |
| Serie C 1938-1939                         | 2-2                 | 1-1                       |
| Coppa Italia 1938-1939                    |                     | 1-0                       |
| Serie C 1939-1940                         | 2-2                 | 0-0                       |
| Serie C 1940-1941                         | 4-1                 | 1-2                       |
| Serie C 1941-1942                         | 0-0                 | 1-0                       |
| Serie C 1942-1943                         | 4-2                 | 0-1                       |
| Serie C 1945-1946                         | ???                 | ???                       |
| Serie C 1946-1947                         | ???                 | ???                       |
| Serie C 1947-1948                         | 2-1                 | 1-1                       |
| Serie C2 1978-1979                        | 2-0                 | 0-0                       |
| Coppa Italia Semiprofessionisti 1979-1980 | 6-0                 | 0-5                       |
| Coppa Italia Serie C 1986-1987            | ???                 | ???                       |
| Serie C1 1987-1988                        | 0-1                 | 0-0                       |
| Coppa Italia Serie C 1987-1988            | 1-1 (6-5 dcr)       | 1-1 (5-2 dcr)             |
| Coppa Italia Serie C 1988-1989            | 0-0                 | 0-0                       |
| Serie C2 1989-1990                        | 0-0                 | 0-1                       |
| Coppa Italia Serie C 1989-1990            | ???                 |                           |
| Coppa Italia Serie C 1990-1991            |                     | 1-2                       |
| Coppa Italia Serie C 1991-1992            | 1-1                 |                           |
| Coppa Italia Serie C 1992-1993            | 0-0                 | 0-1                       |
| Serie C2 1994-1995                        | 1-1                 | 1-0                       |
| Coppa Italia Serie C 1994-1995            | 1-2                 | 1-1                       |

| Competizione                   | Risultato casa Fano | Risultato casa Vis Pesaro |
| ------------------------------ | ------------------- | ------------------------- |
| Serie C2 1995-1996             | 0-0                 | 2-0                       |
| Coppa Italia Serie C 1995-1996 | 2-1                 | 2-0                       |
| Serie C2 1996-1997             | 2-2                 | 0-1                       |
| Coppa Italia Serie C 1996-1997 | 0-0                 | 0-2 tav                   |
| Serie C2 1997-1998             | 1-1                 | 1-1                       |
| Coppa Italia Serie C 1997-1998 | 1-2                 |                           |
| Serie C2 1998-1999             | 2-1                 | 1-0                       |
| Coppa Italia Serie C 1998-1999 |                     | 1-1                       |
| Coppa Italia Serie C 2002-2003 | 1-3                 |                           |
| Coppa Italia Serie C 2003-2004 | 2-1                 |                           |
| Coppa Italia Serie C 2004-2005 |                     | 0-0                       |
| Coppa Italia Serie C 2018-2019 |                     | 0-0                       |
| Serie C 2018-2019              | 0-0                 | 1-0                       |
| Serie C 2019-2020              | 0-2                 | non disp.                 |
| Serie C 2020-2021              | 1-1                 | 0-0                       |

#### Statistiche
| Competizione                 | Incontri | Vittorie Fano | Pareggi | Vittorie Vis Pesaro | Gol Fano | Gol Vis Pesaro |
| ---------------------------- | -------- | ------------- | ------- | ------------------- | -------- | -------------- |
| Coppa Italia                 | 1        | 0             | 0       | 1                   | 0        | 1              |
| Serie C                      | 21       | 5             | 9       | 3                   | 19       | 16             |
| Serie C1                     | 2        | 0             | 1       | 1                   | 0        | 1              |
| Serie C2                     | 14       | 4             | 7       | 3                   | 11       | 10             |
| Coppa Italia Semipro/Serie C | 25       | 7             | 11      | 4                   | 28       | 17             |
| Totale nei tornei prof.      | 63       | 16            | 28      | 12                  | 58       | 45             |
| Totale in tutti i tornei     | 102      | 37            | 40      | 25                  | 124      | 114            |

### Ancona-Jesina
Il derby tra Ancona e Jesina contrappone le due principali squadre della provincia di Ancona. Questa sfida, maggiormente sentita a Jesi rispetto al capoluogo marchigiano, si è disputata per la prima volta in Prima Divisione 1933-1934, con entrambe le squadre partecipanti al girone G (col nome di Anconitana-Bianchi e Jesi) mentre l'ultimo incontro tra Dorici e Leoncelli in un torneo professionistico risale alla fase a gironi della Coppa Italia Serie C 1987-1988.

#### Lista dei risultati
| Competizione              | Risultato casa Ancona | Risultato casa Jesina |
| ------------------------- | --------------------- | --------------------- |
| Prima Divisione 1933-1934 | 2-1                   | 0-1                   |
| Prima Divisione 1934-1935 | 0-0                   | 1-1                   |
| Serie C 1935-1936         | 4-0                   | 0-1                   |
| Serie C 1936-1937         | 3-1                   | 1-3                   |
| Serie C 1949-1950         | 2-0                   | 1-1                   |
| Serie C 1951-1952         | 2-0                   | 3-0                   |
| Serie C 1965-1966         | 3-4                   | 0-0                   |
| Serie C 1966-1967         | 2-1                   | 1-1                   |
| Serie C 1967-1968         | 1-0                   | 0-0                   |
| Serie C 1968-1969         | 2-0                   | 0-0                   |

| Competizione                   | Risultato casa Ancona | Risultato casa Jesina |
| ------------------------------ | --------------------- | --------------------- |
| Serie C2 1981-1982             | 3-1                   | 4-2                   |
| Coppa Italia Serie C 1981-1982 | 2-0                   | 3-1                   |
| Coppa Italia Serie C 1982-1983 | 2-2                   | 1-0                   |
| Coppa Italia Serie C 1983-1984 | 1-1                   | 2-2                   |
| Serie C1 1984-1985             | 0-1                   | 0-1                   |
| Coppa Italia Serie C 1984-1985 | 2-2                   | 0-1                   |
| Coppa Italia Serie C 1985-1986 | 1-2                   | 1-0                   |
| Coppa Italia Serie C 1987-1988 | 3-2                   | 1-1 (4-3 dcr)         |

#### Statistiche
| Competizione         | Incontri | Vittorie Ancona | Pareggi | Vittorie Jesina | Gol Ancona | Gol Jesina |
| -------------------- | -------- | --------------- | ------- | --------------- | ---------- | ---------- |
| Prima Divisione      | 4        | 2               | 2       | 0               | 4          | 2          |
| Serie C              | 16       | 9               | 5       | 2               | 25         | 12         |
| Serie C1             | 2        | 1               | 0       | 1               | 1          | 1          |
| Serie C2             | 2        | 1               | 0       | 1               | 5          | 5          |
| Coppa Italia Serie C | 12       | 3               | 5       | 4               | 16         | 17         |
| Totale               | 36       | 16              | 12      | 8               | 51         | 37         |

### Maceratese-Sambenedettese
Il derby interprovinciale tra Maceratese e Sambenedettese è la sfida regionale che si è disputata più volte in Serie C. Il primo incontro tra biancorossi e rossoblù avvenne nel girone F di Serie C 1938-1939, mentre la partita più recente si è disputata nel girone B della Lega Pro 2016-2017.

#### Lista dei risultati
| Competizione           | Risultato casa Maceratese | Risultato casa Samb |
| ---------------------- | ------------------------- | ------------------- |
| Serie C 1938-1939      | 5-0                       | 0-2                 |
| Serie C 1939-1940      | 2-0                       | 0-0                 |
| Coppa Italia 1939-1940 |                           | 0-3                 |
| Serie C 1945-1946      | 0-2 tav                   | 0-0                 |
| Serie C 1946-1947      | 1-1                       | 4-2                 |
| Serie C 1947-1948      | 1-0                       | 1-1                 |
| Serie C 1948-1949      | 1-0                       | 1-1                 |
| Serie C 1949-1950      | 4-4                       | 1-1                 |
| Serie C 1950-1951      | 1-0                       | 1-1                 |
| Serie C 1951-1952      | 1-3                       | 4-0                 |
| Serie C 1963-1964      | 0-0                       | 2-2                 |

| Competizione                              | Risultato casa Maceratese | Risultato casa Samb |
| ----------------------------------------- | ------------------------- | ------------------- |
| Serie C 1966-1967                         | 1-0                       | 0-1                 |
| Serie C 1967-1968                         | 3-1                       | 1-1                 |
| Serie C 1968-1969                         | 1-2                       | 1-0                 |
| Serie C 1970-1971                         | 1-0                       | 1-0                 |
| Serie C 1971-1972                         | 0-0                       | 0-0                 |
| Serie C 1972-1973                         | 0-0                       | 0-0                 |
| Coppa Italia Semiprofessionisti 1972-1973 | 1-0                       | 0-1                 |
| Lega Pro 2016-2017                        | 1-2                       | 0-1                 |

#### Statistiche
| Competizione                 | Incontri | Vittorie Maceratese | Pareggi | Vittorie Sambenedettese | Gol Maceratese | Gol Samb |
| ---------------------------- | -------- | ------------------- | ------- | ----------------------- | -------------- | -------- |
| Coppa Italia                 | 1        | 1                   | 0       | 0                       | 3              | 0        |
| Serie C/Lega Pro             | 34       | 11                  | 15      | 8                       | 34             | 32       |
| Coppa Italia Serie C/Semipro | 2        | 0                   | 0       | 2                       | 0              | 2        |
| Totale                       | 37       | 12                  | 15      | 10                      | 37             | 34       |

### Ancona-Fano
Il derby tra Ancona e Alma Juventus Fano si è disputato per la prima volta in Prima Divisione 1932-1933, con entrambe le squadre partecipanti al girone G (l'Ancona col nome di Anconitana-Bianchi) mentre l'ultimo incontro tra biancorossi e granata in un torneo professionistico ha avuto luogo nel girone B di Lega Pro 2016-2017.

#### Lista dei risultati
| Competizione                              | Risultato casa Ancona | Risultato casa Fano |
| ----------------------------------------- | --------------------- | ------------------- |
| Prima Divisione 1932-1933                 | 1-0                   | 0-0                 |
| Prima Divisione 1933-1934                 | 1-1                   | 0-1                 |
| Prima Divisione 1934-1935                 | 5-0                   | 2-1                 |
| Serie C 1935-1936                         | 0-1                   | 1-2                 |
| Coppa Italia 1935-1936                    | 1-2                   |                     |
| Serie C 1936-1937                         | 1-1                   | 3-0                 |
| Serie C 1941-1942                         | 1-3                   | 1-1                 |
| Coppa Italia Semiprofessionisti 1975-1976 | 2-1                   | 0-0                 |
| Serie C 1976-1977                         | 0-0                   | 3-1                 |
| Coppa Italia Semiprofessionisti 1976-1977 | ???                   | ???                 |
| Coppa Italia Semiprofessionisti 1977-1978 | ???                   | ???                 |

| Competizione                    | Risultato casa Ancona | Risultato casa Fano |
| ------------------------------- | --------------------- | ------------------- |
| Serie C2 1978-1979              | 1-1                   | 1-0                 |
| Serie C1 1983-1984              | 1-0                   | 0-0                 |
| Coppa Italia Serie C 1984-1985  | 0-0                   | 3-0                 |
| Serie C1 1985-1986              | 0-0                   | 3-1                 |
| Serie C1 1986-1987              | 2-1                   | 3-1                 |
| Serie C1 1987-1988              | 2-0                   | 0-0                 |
| Serie C2 2004-2005              | 0-0                   | 4-0                 |
| Coppa Italia Serie C 2007-2008  |                       | 1-3                 |
| Lega Pro 2016-2017              | 0-2                   | 1-1                 |
| Coppa Italia Lega Pro 2016-2017 | 1-0                   |                     |

#### Statistiche
| Competizione                 | Incontri | Vittorie Ancona | Pareggi | Vittorie Fano | Gol Ancona | Gol Fano |
| ---------------------------- | -------- | --------------- | ------- | ------------- | ---------- | -------- |
| Coppa Italia                 | 1        | 0               | 0       | 1             | 1          | 2        |
| Prima Divisione              | 6        | 3               | 2       | 1             | 9          | 3        |
| Serie C/Lega Pro             | 10       | 1               | 4       | 5             | 7          | 16       |
| Serie C1                     | 8        | 3               | 3       | 2             | 7          | 7        |
| Serie C2                     | 4        | 0               | 2       | 2             | 1          | 6        |
| Coppa Italia Serie C/Semipro | 10       | 3               | 2       | 1             | 6          | 5        |
| Totale                       | 39       | 10              | 13      | 12            | 31         | 39       |